# 1969 (映画)
『1969』（1969）は1988年のアメリカ映画。ベトナム戦争下のアメリカで、時代の流れに逆らおうとする若者を描いた青春ドラマ。ブレーク前のロバート・ダウニー・Jrとキーファー・サザーランドが、無二の親友を演じている。

## ストーリー
大学の休暇で帰郷していたラルフとスコットは、時代に失望し、ドラッグと女に溺れていた。やがてラルフは徴兵から逃れようと、名簿から自分の名前を消すため役場に侵入する。だが見つかってしまい、激戦の地ベトナムへと送られることになる。

## キャスト
ラルフ
演 - ロバート・ダウニー・Jr、日本語吹替 - 相沢正輝
主人公の大学生。
スコット
演 - キーファー・サザーランド、日本語吹替 - 板東尚樹
ラルフの親友。
クリフ
演 - ブルース・ダーン、日本語吹替 -
スコットの父。
ジェシー
演 - マリエット・ハートレイ、日本語吹替 -
スコットの母。
イヴ
演 - ジョアンナ・キャシディ、日本語吹替 -
ラルフの母。
ベス
演 - ウィノナ・ライダー、日本語吹替 - 横山智佐
ラルフの妹。

## リリース
日本では、ビデオが1998年2月25日カルチュア・パブリッシャーズより販売された。DVDは未発売（2016年1月現在）。 